# Hethel
Hethel è un piccolo villaggio nel Norfolk, in Inghilterra, vicino alla storica città di Wymondham, a circa 16 km a sud della città di Norwich.

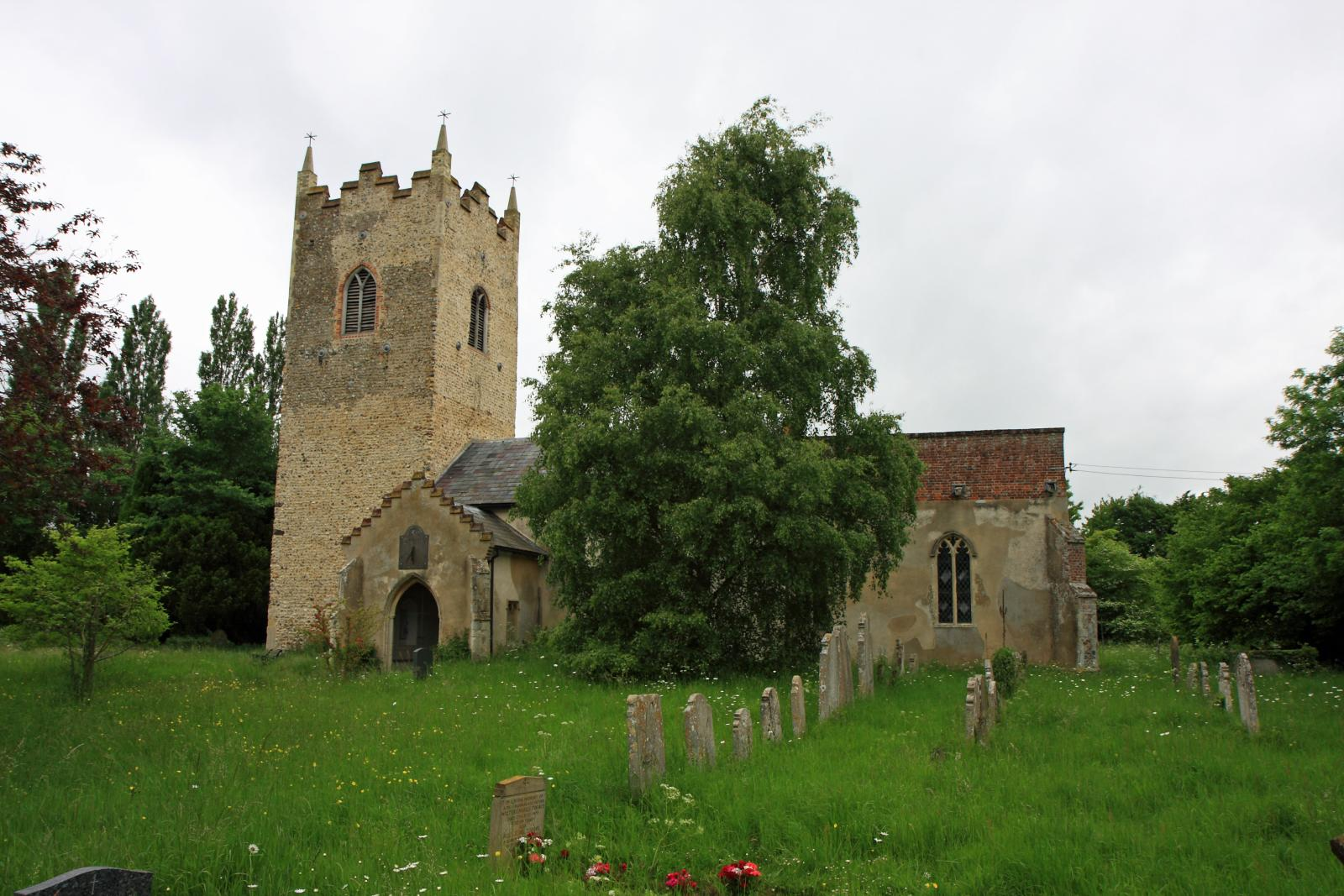
Chiesa di Hethel

Secondo il censimento del 2001, la parrocchia di Bracon Ash e Hethel copriva un'area di 9,84 chilometri quadrati e aveva una popolazione di 446 persone in 171 famiglie.
Il villaggio ha dato il nome all'ex base aerea della RAF, che è stata la sede centrale e della fabbrica della Lotus Cars dagli anni 60. La pista di prova della Lotus Cars utilizza sezioni della vecchia base RAF di Hethel.

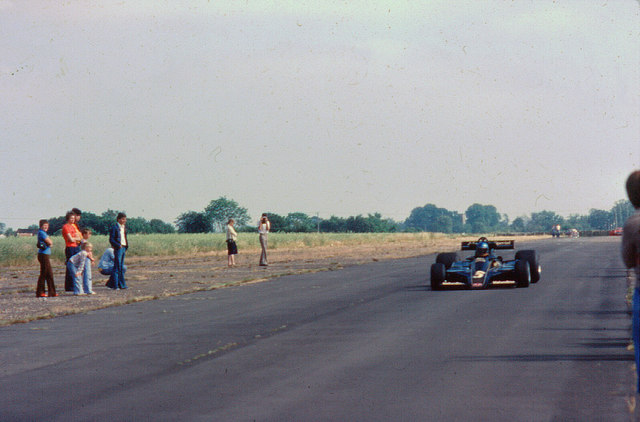
Vista della pista di prova della Lotus a Hetel

Hethel è noto per contenere il più vecchio albero di biancospino vivente in Anglia orientale e forse nel Regno Unito (noto per avere più di 700 anni). Piantata nel XIII secolo, "Hethel Old Thorn" (un esemplare di biancospino comune Crataegus monogyna) si trova nel sagrato del villaggio, che è classificato come la più piccola riserva sotto la cura della società britannica Wildlife Trust.
Il nome "Hethel" deriva dal vecchio nome "Het Hill".